# 西島 (凱爾蓋朗群島)
49°21′S 68°44′E / 49.350°S 68.733°E

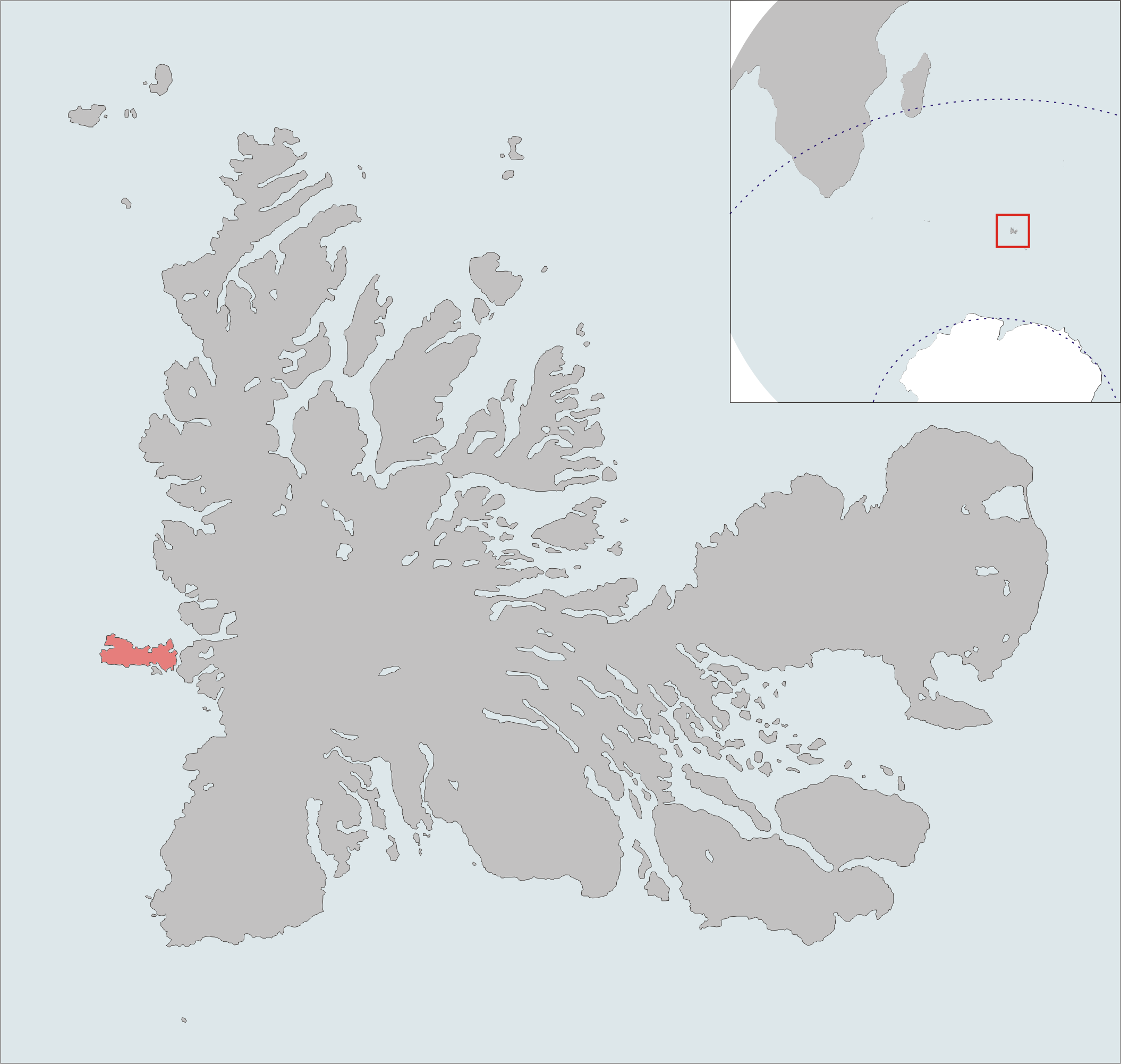

西島（法語：Île de l'Ouest），是南極洲的島嶼，屬於凱爾蓋朗群島的一部分，由法屬南部領地負責管轄，面積33平方公里，最高點海拔高度617米，島上無人居住。